# 小池陽慈
小池 陽慈（こいけ ようじ、1975年 - ）は、日本の予備校講師（現代文）・評論家。

## 人物・来歴
早稲田大学教育学部国語国文科卒業、同大学院教育学研究科国語教育専攻修士課程中退。2022年4月より放送大学大学院(人文学プログラム)修士全科生。河合塾・河合塾マナビスおよび国語専科塾の博耕房に出講(現代文)。

## 著書
- 『あば、あば』新風舎, 2001.5
- 『無敵の現代文記述攻略メソッド 大学入試』かんき出版, 2020.2
- 『大学入学共通テスト国語〈現代文〉予想問題集』KADOKAWA, 2020.5
- 『14歳からの文章術 一生ものの「発信力」をつける!』中山信一 イラスト. 笠間書院, 2020.10
- 『小池陽慈の現代文読解が面白いほどできる基礎ドリル 入試対策最初の一歩』KADOKAWA, 2021.2
- 『"深読み"の技法 世界と自分に近づくための14章』笠間書院, 2021.12
- 『世界のいまを知り未来をつくる評論文読書案内』晶文社 2022
- 『基本用語から最新概念まで 現代評論キーワード講義』三省堂 2023.4

### 監修
- 川崎昌平著,監修『マンガで学ぶ〈国語力〉 大学入試に役立つ〈読む・書く・考える〉力を鍛えよう』KADOKAWA, 2021.2
- 『大学入学共通テスト突破演習 現代文編』監修, 三省堂編修所 編. 三省堂, 2021.10